# Polydesmus elegans
Polydesmus elegans är en svampart som beskrevs av Durieu & Mont. 1845. Polydesmus elegans ingår i släktet Polydesmus, divisionen sporsäcksvampar och riket svampar.   Inga underarter finns listade i Catalogue of Life.